# Eltaninactis infundibulum
Eltaninactis infundibulum is een zeeanemonensoort uit de familie Isanthidae.
Eltaninactis infundibulum is voor het eerst wetenschappelijk beschreven door Dunn in 1983.